# Ivano
Ivano  è un nome proprio di persona italiano maschile.

## Varianti
- Maschili: Ivanio[1], Ivanne[1]
- Femminili: Ivana[1][2], Ivania[1][2], Ivanna[1]

## Origine e diffusione
È un nome dalla duplice origine: da un lato, rappresenta l'adattamento italiano di Ivan, la forma russa del nome Giovanni.
Dall'altro, riprende il nome francese antico Yvain, ricondotto da alcune fonti ad Yves, da altre ad Owain
Va notato che il nome Ivana, oltre ad essere presente in italiano come femminile di Ivano, costituisce in svariate lingue slave il femminile di Ivan, ed è scritto in caratteri cirillici Ивана; questo secondo nome ha avuto particolare fortuna nel XIX secolo, travalicando i confini dei paesi di origine e diffondendosi nel resto d'Europa e anche nei paesi di lingua inglese oltreoceano.

## Onomastico
Un beato Ivano, eremita in Boemia, è commemorato il 24 giugno; l'onomastico si può festeggiare in sua memoria o lo stesso giorno di uno dei nomi da cui può essere derivato.

## Persone

Ivano Staccioli

- Ivano Baldanzeddu, calciatore italiano
- Ivano Balić, pallamanista croato
- Ivano Beggio, imprenditore italiano
- Ivano Bertini, chimico italiano
- Ivano Biagi, pugile italiano
- Ivano Bordon, calciatore italiano
- Ivano Bosdaves, calciatore italiano
- Ivano Brugnetti, atleta italiano, campione olimpico di marcia
- Ivano Della Morte, calciatore e allenatore di calcio italiano
- Ivano Fossati, cantautore, musicista e polistrumentista italiano
- Ivano Marescotti, attore italiano
- Ivano Staccioli, attore e doppiatore italiano.

### Variante femminile Ivana

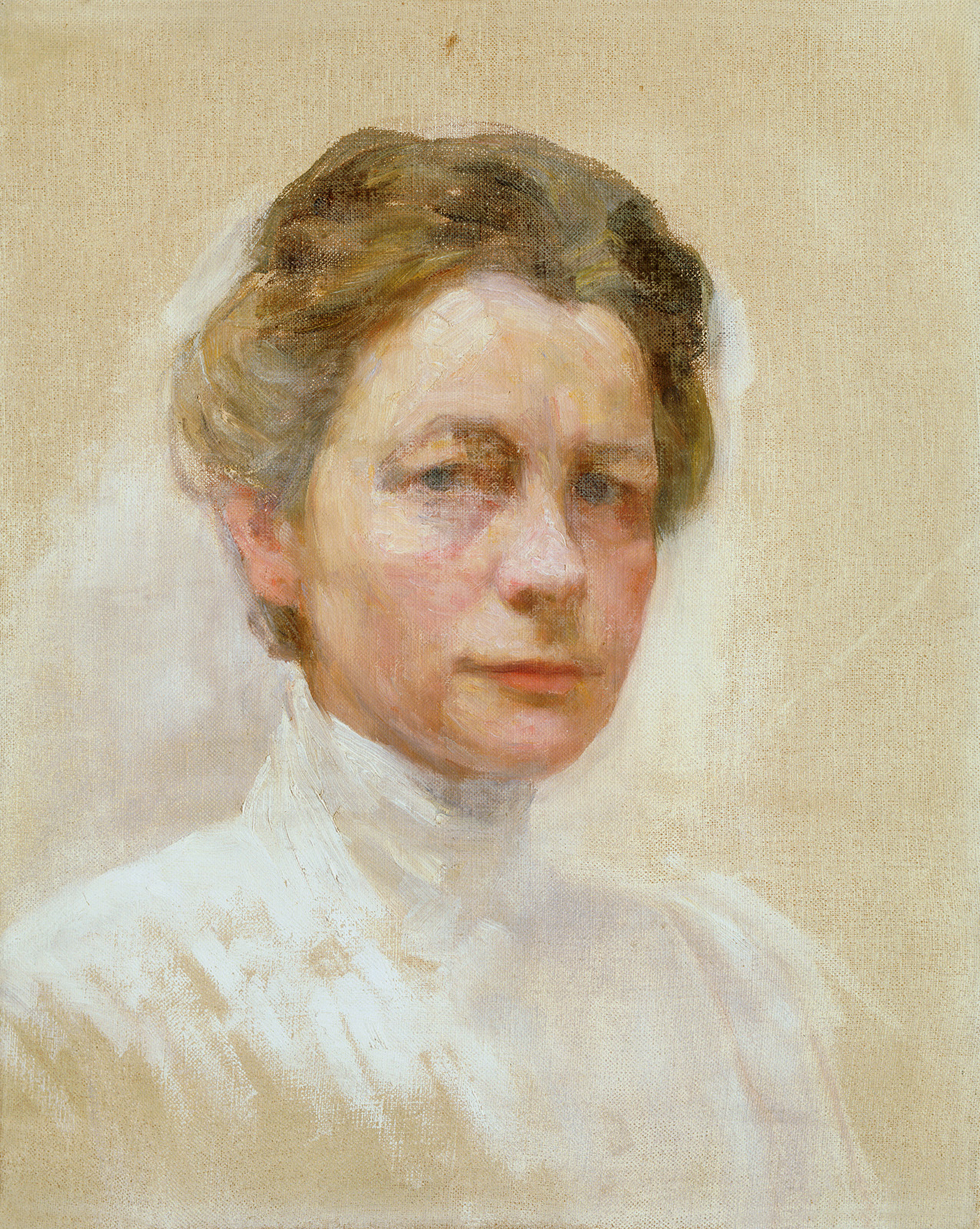
Ivana Kobilca

- Ivana Banfić, cantante e ballerina croata
- Ivana Baquero, attrice e modella spagnola
- Ivana Borgia, cantante e attrice italiana
- Ivana Ðerisilo, pallavolista serba
- Ivana Grubor, cestista serba
- Ivana Kobilca, pittrice slovena
- Ivana Lotito, attrice italiana
- Ivana Miličević, attrice bosniaca naturalizzata statunitense
- Ivana Monti, attrice italiana
- Ivana Mrázová, modella ceca naturalizzata italiana
- Ivana Ramella, annunciatrice televisiva e conduttrice televisiva italiana
- Ivana Spagna, cantautrice italiana
- Ivana Trump, modella e personaggio televisivo ceca naturalizzata statunitense
- Ivana Vaccari, giornalista italiana
- Ivana Večeřová, cestista ceca